# Ignacy Domagalski (duchowny)
Ignacy Domagalski (ur. 1828, zm. ok. 1900) – duchowny katolicki, wikariusz generalny zarządzający archidiecezją warszawską w 1866.

## Życiorys
Kanonik lubelski 1855, regens konsystorza warszawskiego, sędzia i surogat konsystorza warszawskiego, w 1862 został kanonikiem warszawskim. Będąc wikariuszem generalnym w okresie od 28 lutego 1866 do 4 kwietnia 1866 zarządzał archidiecezją warszawską w zastępstwie nieobecnego metropolity Felińskiego. 
W 1866 został aresztowany i do 1877 przebywał na zesłaniu w Buzułuku w guberni samarskiej. Zwolniony z zesłania w 1885 i rezydował w Łagiewnikach. W 1890 powrócił do Warszawy i zamieszkał przy archikatedrze. Pochowany na Cmentarzu Powązkowskim